# Musa Al-Zubi
Musa Khaled Ismail Al-Zubi (tiếng Ả Rập: موسى خالد اسماعيل الزعبي; sinh ngày 11 tháng 2 năm 1993) là một cầu thủ bóng đá người Jordan thi đấu ở vị trí hậu vệ trái cho câu lạc bộ Jordan Al-Salt.

## Thống kê sự nghiệp

### Quốc tế
| # | Ngày tháng      | Địa điểm | Đối thủ | Tỷ số | Kết quả | Giải đấu      |
| - | --------------- | -------- | ------- | ----- | ------- | ------------- |
| 1 | 5 tháng 8, 2011 | Beirut   | Liban   | 2-1   | Thắng   | Giao hữu U-19 |